# تاداشي يامايشتا
تاداشي ياماشيتا (بالإنجليزيةTadashi Yamashita) (باليابانية山下正) ، ممثل سينمائي أمريكي من أصول يابانية، من مواليد 1942م في اليابان ، وهو محترف في أصول لعبة الكاراتيه ، وحصل على الحزام الأسود وهو في سن السادسة عشر، ومن بعدها أنتقل إلى الولايات المتحدة وحصل على الجنسية الأمريكية وعمره 24 عاماً.

## مشاركات في الأفلام السينمائية
نشئ وترعرع في اليابان، وتوفي والده وعمره 3 سنوات، وبدأ حياته كلاعب رياضي محترف في أوكيناوا عندما كان في مرحلة التنشئة، وبعد الحصول على الحزام الأسود سافر إلى الولايات المتحدة للعمل في الأفلام السينمائية، وأبرز الأفلام الذي شارك فيه كممثل هي The Octagon, أميركان نينجا, دخول التنين, جيمكاتا ‏, Rising Sun, و Lethal Weapon 4,
كما شارك في برامج تلفزيونية كمسلسل الكونغ فو Kung Fu و السائق نايت .

## وصلات خارجية
- تاداشي يامايشتا على موقع IMDb (الإنجليزية)
- تاداشي يامايشتا على موقع قاعدة بيانات الفيلم (الإنجليزية)

- الموقع الرسمي للممثل الأمريكي تاداشي ياماشيتا (باللغة الإنجليزية)
- Tadashi Yamashita-Sensei's main website